# Casinetto Petitot

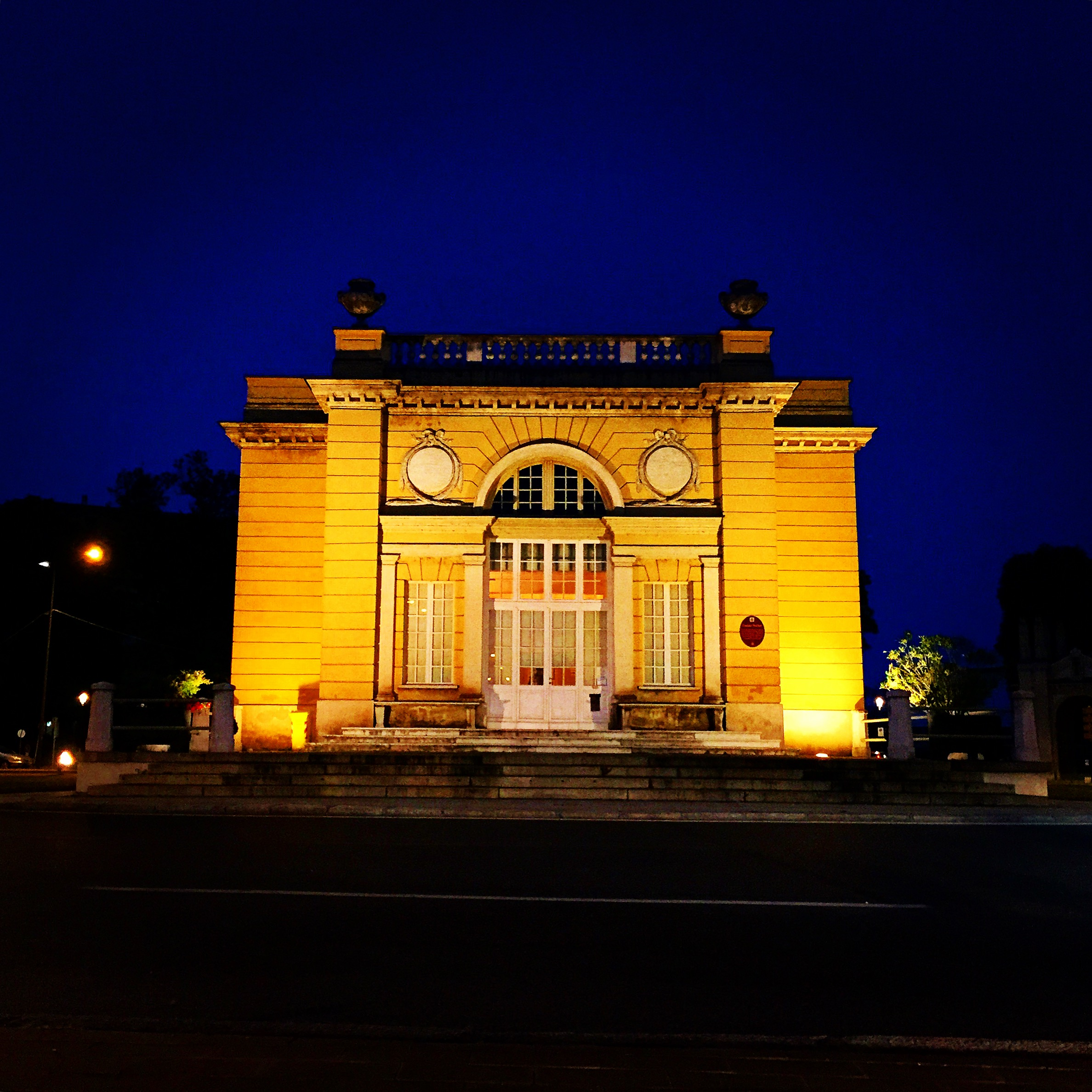
Casinetto Petitot in Parma

Das Casinetto Petitot, das auch einfach Petitot genannt wird, ist ein kleines, klassizistisches Stadthaus in der Mitte des Piazzale Risorgimento in Parma in der italienischen Region Emilia-Romagna. Es gilt als eines der ersten italienischen Cafés.

## Geschichte
Im Jahr 1759 beauftragte der herzogliche Premierminister Guillaume du Tillot den Hofarchitekten Ennemond Alexandre Petitot mit der Projektierung einer großen Allee im Süden des Stadtzentrums. Es sollte ein eleganter Boulevard zum öffentlichen Flanieren nach dem Modell der großen europäischen Hauptstädte werden. An ihrem östlichen Ende an einer Ecke der noch existierenden Stadtmauer sollte die Stradone Martiri della Libertà (dt.: große Straße der Märtyrer der Freiheit) mit einem raffinierten Café enden, das dramatisch in einer gegenüber der Straße etwas erhöhten Lage stehen sollte. Das kleine Gebäude sollte ein Entspannungsort nicht nur für die Adligen und das gehobene Bürgertum sein, sondern auch für die damaligen Intellektuellen, genau zu der Zeit, als sich in Europa die ersten Ideale der Aufklärung zu verbreiten begannen. Dank seiner erhöhten Position konnte das Gebäude auch als Belvedere fungieren, zumal man von seiner Dachterrasse einen Panoramablick sowohl über die Stadt als auch über die ländliche Umgebung hatte.
Der Bau, den der Herzog Philipp von Bourbon vollständig finanzierte, begann am 22. Oktober 1762, als bereits die Trassierung der großen Allee begonnen hatte, die zusammen mit dem kleinen Casino am 24. Juni 1766, dem Johannistag, in Gegenwart des Herzogs eingeweiht wurde.
Heute liegt das Casino auf der Verkehrsinsel in der Mitte des ‚‚Piazzale Risorgimento‘‘ und ist, obwohl es seit Jahrzehnten nicht mehr als Café genutzt wird, immer noch der Sitz verschiedener Zirkel. 2019 wurde die Gesellschaft ‚‚Mind for Music‘‘ mit seiner Verwaltung betraut.

## Beschreibung

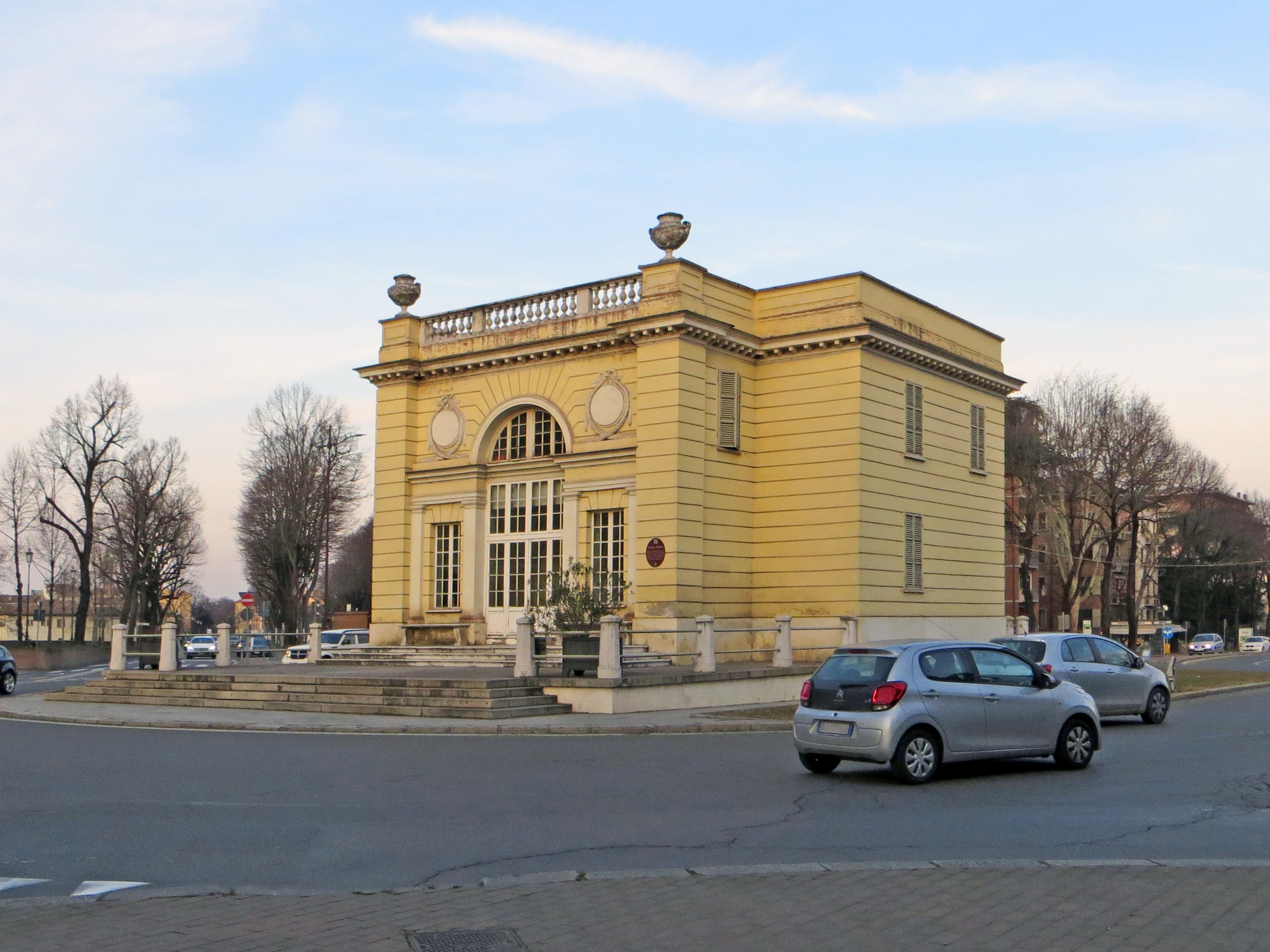
Fassade und Südseite

Das Gebäude, das von Beginn an als dramatischer Fluchtpunkt der großen Allee gedacht war, zeigt die für den Klassizismus typischen Merkmale der Harmonie und Symmetrie.
Der kleine Bau hat ein ungewöhnliches Flachdach, das für den Rundblick auf die umliegende Landschaft entworfen ist. Die Fassade, vor der auch heute noch eine kurze Treppe liegt, sticht durch eine Struktur ähnlich einem venezianischen Fenster hervor und besteht aus einem großen Eingangsportal, flankiert von zwei seitlichen Fenstern, über denen Medaillons angebracht sind. Oben schließt eine Balustrade aus eleganten kleinen Säulen die Eingangs- beziehungsweise Westfassade ab, deren Seiten zwei große Marmorvasen dominieren, die von dem Bildhauer Jean-Baptiste Boudard geschaffen wurden. Das Gebäude, das vollständig in horizontalen Reliefstreifen verputzt ist, ist dennoch in verschiedenen Gelbschattierungen gestrichen, wie sie für die Stadt Parma typisch sind und durch eine sorgfältige Restaurierung Anfang der 2000er-Jahre wieder erstrahlten. Auf der Rückseite gibt es noch eine kleine Terrasse, von der man allerdings nicht mehr das Panorama sieht. Sie ist das einzige Element, an dem zu erkennen ist, dass das Casino ursprünglich eine solche hatte, die aber Anfang des 20. Jahrhunderts abgebrochen wurde.

Era un bello ed elegante casino, o sala di riunione per la buona compagnia. Egli [il Duca] vi forniva le carte e l’illuminazione. Due gentiluomini di Corte ne facevan gli onori: utile istituzione in un paese ove la nobiltà non ha il gusto di dare ricevimenti, e di fare spese. Casino che ricorda un poco il Petit Trianon e il bello stile del Gabriel: una grande purezza di linee classiche nelle piccole dimensioni di una palazzina settecentesca, e quel giusto accordo tra gli elementi che dà sempre all’insieme una impronta di armonica eleganza, con due grandi vasi simili ai vasi oleari dei romani, cinti dalle sinuose volute di una serpe, che ne ornano ai lati le facciate, compiendone la linea classica.

„Es war ein schönes und elegantes Casino oder ein Versammlungssaal für die gute Gesellschaft. Er [der Herzog] sorgte dort für die Karten und die Beleuchtung. Zwei Herren des Hofes gaben sich die Ehre: eine geeignete Einrichtung in einer Stadt, in der der Adel keinen Geschmack an der Ausrichtung von Empfängen fand, und daran, Spesen zu produzieren. Ein Casino, das ein wenig an das Petit Trianon und den schönen Stil von Gabriel erinnert: eine große Reinheit der klassischen Linien in dem kleinen Maßstab eines kleinen Palastes aus dem 18. Jahrhundert und welche richtige Übereinstimmung zwischen den Elementen, die dem Ganzen stets einen Hauch harmonischer Eleganz verleiht, mit zwei Vasen, die den Ölvasen der Römer gleichen, umgeben von den gewundenen Voluten einer Schlange, die die Fassaden an den Seiten zieren, was die klassische Linie vervollständigt.“